# Mehlige Königskerze
Die Mehlige Königskerze (Verbascum lychnitis) oder auch Heide-Königskerze oder Heidefackel-Königskerze ist eine Pflanzenart aus der Gattung der Königskerzen (Verbascum).

## Beschreibung
Die Mehlige Königskerze ist eine zweijährige, krautige Pflanze, die Wuchshöhen von 60 bis 120, zum Teil auch bis 150 Zentimeter erreicht. Der Stängel ist oben rippig kantig, fein angedrückt und drüsenlos. Die Blätter sind länglich, verkehrt eiförmig und an der Unterseite stärker graustaubig filzig behaart, während die Blattoberseite fast kahl ist. Die Behaarung ist mehlig flockig, aber kaum abwischbar. Die Blätter sind randlich seicht gekerbt bis ganzrandig und die Blattränder sind nicht herablaufend. 
Die Blütezeit reicht von Juni bis August. Die Blütenkronen haben einen Durchmesser von meist 12 bis 18 (10 bis 20) Millimeter und sind in Knäueln angeordnet, schwach dorsiventral und hellgelb oder weiß gefärbt. Die Staubfäden sind weiß zottig.

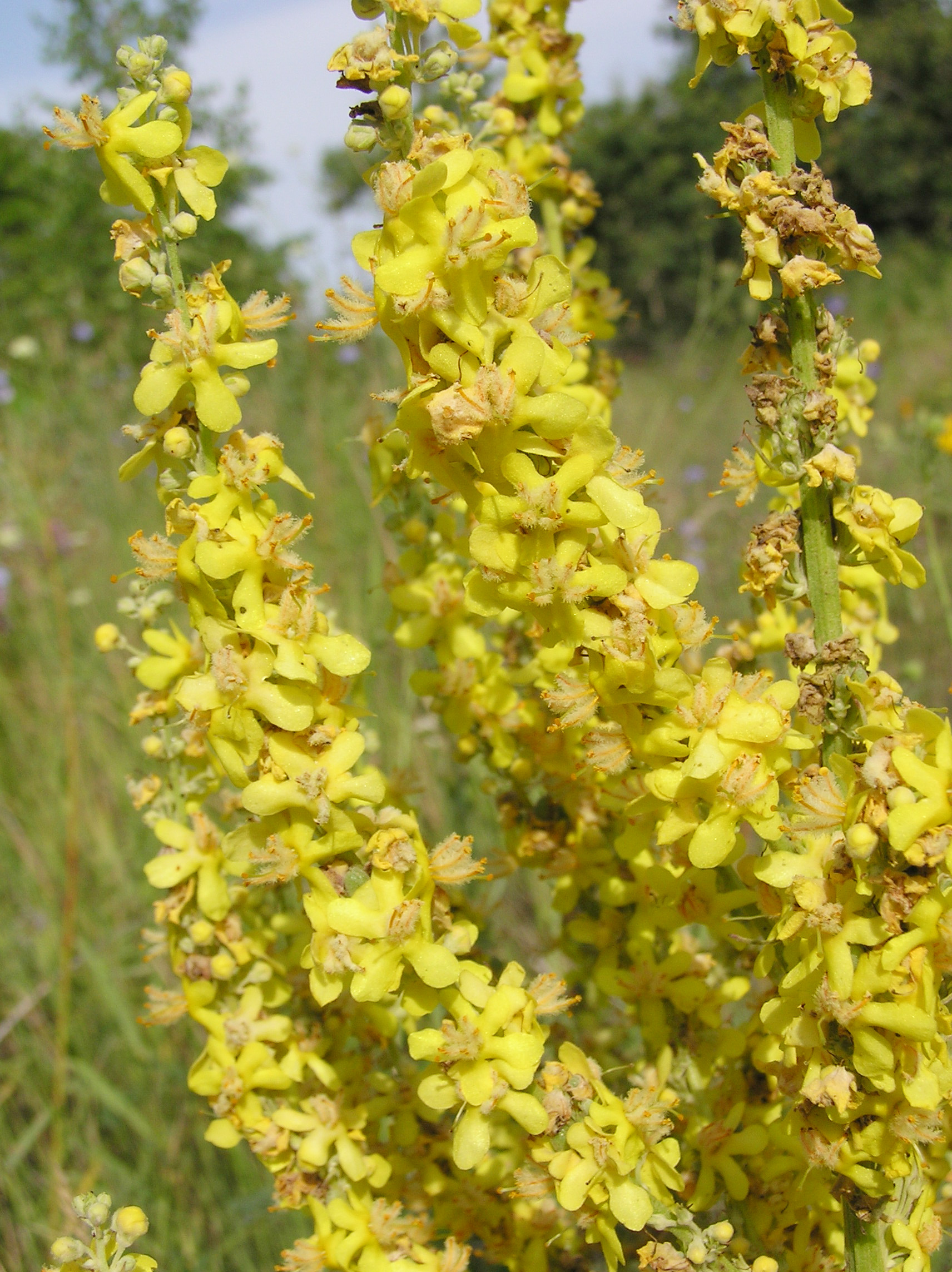
Mehlige Königskerze (Verbascum lychnitis) mit gelben Blüten

Die Chromosomenzahl beträgt n = 16.

## Vorkommen
Die Mehlige Königskerze kommt in Europa und Westasien bis in Höhen von 1400 m vor. Ihr Verbreitungsgebiet umfasst auch Westsibirien und Marokko und reicht in Europa nordwärts bis Dänemark und Großbritannien.
Die basenholde Mehlige Königskerze ist in Trockengebüsch- und Trockenwaldsäumen, auf Trocken- und Halbtrockenrasen sowie auf mäßig trockenen Ruderalstellen zu finden. Sie ist in Mitteleuropa eine Charakterart der Klasse Trifolio-Geranietea sanguinei, kommt aber auch in Gesellschaften der Ordnung Onopordetalia oder der Verbände Atropion oder Mesobromion vor. In den Allgäuer Alpen steigt sie im Tiroler Teil am Egg am Aufstieg von Elbigenalp zum Bernhardseck bis zu einer Höhenlage von 1420 Metern auf.

## Systematik
Man kann folgende Unterarten unterscheiden:
- Verbascum lychnitis L. subsp. lychnitis
- Verbascum lychnitis subsp. moenchii (Schultz) Holub & Mladý: Sie kommt in Tschechien vor.[5]